# Mexi-Funky-Music
Mexi-Funky-Music es el álbum de estudio debut del cantante y compositor mexicano Mario Domm lanzado el 25 de septiembre de 2001 por Sony Music. Su contenido tiene géneros como funk, soul, hip hop y pop latino. Del álbum se extrajeron tres sencillos: «Disco amor», «Si te vas» y «Quiero». A la fecha ha sido el único material de Domm como solista. 
El álbum fue un fracaso comercial, así que Mario Domm continuó su carrera como productor y compositor, hasta que en 2005 se unió la banda Camila.

## Lista de canciones
| N.º | Título                    | Duración |  |
| 1.  | «¿»                       | 0:58     |  |
| 2.  | «Disco amor»              | 4:48     |  |
| 3.  | «Daramdi-Daramda»         | 4:23     |  |
| 4.  | «Mexi funky music»        | 3:27     |  |
| 5.  | «Quiero»                  | 3:36     |  |
| 6.  | «Doggy song»              | 0:33     |  |
| 7.  | «Sexy time»               | 3:59     |  |
| 8.  | «Instrumental club mix»   | 2:54     |  |
| 9.  | «Si te vas»               | 4:48     |  |
| 10. | «My locura»               | 4:13     |  |
| 11. | «Don't leave me this way» | 4:30     |  |
| 12. | «?»                       | 1:41     |  |